# Full Metal Yakuza
Full Metal Yakuza (jap. FULL METAL 極道, Full Metal gokudô) ist ein dem Exploitation zugehöriger japanischer Science-Fiction/Actionfilm des Regisseurs Takashi Miike aus dem Jahr 1997. Das Drehbuch zum Film stammt von Itaru Era und basiert auf einer Geschichte von Hiroki Yamaguchi. Full Metal Yakuza ist eine subtile Parodie von Verhoevens Filmklassiker Robocop, wenngleich der Schauplatz im Yakuza-Milieu angesiedelt ist.
Das Frühwerk des „Arrangeurs“, der erst zwei Jahre später mit dem Horrorfilm Audition internationale Aufmerksamkeit erlangte, ist eine niedrig budgetiertes Original Video, die sich im Unterschied zu westlichen Videoproduktionen durch ein deutlich höheres Qualitätsniveau auszeichnen.
Der Film feierte am 5. Dezember 1997 seine Videopremiere. In Deutschland wurde das Werk am 11. März 2004 veröffentlicht.

## Handlung
Der gutmütige und tölpelhafte Versager Keisuke Hagane ist ein wenig respektiertes Mitglied im Clan des mächtigen Yakuzas Tosa, eines stellvertretenden Leiters der Mutsumi-Gruppe. Der unbedeutende Mann ist ein großer Bewunderer seines brutalen Vorgesetzten, der mit seinen farbigen Drachentätowierungen und seinem Schwert Macht und Potenz ausstrahlt. Eines Tages übergibt Tosa seinem jüngeren Untergebenen, dessen Namen er bis zu diesem Zeitpunkt nicht kennt, sein persönliches Notizbuch und bittet ihn, gut auf die Mutsumi-Gruppe aufzupassen, da er eine mehrjährige Haftstrafe antreten muss. Zuvor verübte Tosa in einem internen Machtkampf zweier rivalisierender Banden ein Blutbad.
Derweil tobt ein erbitterter Streit um die mögliche Nachfolge eines alternden Yakuza-Oberbosses: Yomo, der rechtmäßige und skrupellose Nachfolger gegen den favorisierten Tosa. Sieben Jahre später wird Tosa aus dem Gefängnis entlassen. Hagane, der unfähigste Yakuza in den Reihen der gesamten kriminellen Organisation, holt gemeinsam mit weiteren „Brüdern“ seinen Vorgesetzten ab. Gemeinsam fährt man in ein abgelegenes Landhaus, als die idyllische Atmosphäre jäh durch einen bewaffneten Hinterhalt unterbrochen wird. Clan-Boss Tosa und der loyale Hagane kommen bei diesem Attentat ums Leben. Die Auftraggeber sind Leute aus den eigenen Reihen.
Die Leichen der zwei Ermordeten geraten über Umwege an den verrückten Wissenschaftler Genpaku Hiraga, der seinem Kindheitstraum folgend eine sagenumwobene Robotergestalt erschaffen will, der die zukünftige Gesellschaft beschützt. Hierfür formt der Idealist in einer aufwendigen Operation aus Metall und Körperteilen der Verstorbenen einen verbrechenbekämpfenden Superhelden – einen Cyborg. Seine geschaffene Kreatur in Menschengestalt verfügt neben übermenschlichen Kräften auch über Haganes Kopf sowie über das Herz und den tätowierten Rücken Tosas. Der nahezu unbesiegbare „neuartige Organismus“ mit Superkräften wird anschließend für den Einsatz zum Wohl der Menschheit trainiert, verfolgt jedoch bald eigene Pläne und beginnt einen blutigen Rachefeldzug gegen seine einstigen Kameraden und Mörder. Dabei erfährt der größtenteils aus Metall bestehende Hagane, dass er gemeinsam mit Tosa, dem aussichtsreichen Nachfolger für den Chefposten der Yakuza-Organisation, einem Mordkomplott zum Opfer fiel. Er entledigt sich eines Großteils verräterischer Krimineller, die völlig chancenlos sind, verschont jedoch vorerst das Leben des Drahtziehers Yomo, der vehement seine Unschuld beteuert.
Wenig später zieht es Hagane an den Strand, wo er in der Abgeschiedenheit Ruhe sucht und findet. Hier trifft der Full Metal Yakuza-Körper auf Tosas ehemalige Freundin Yukari, die in dem mechanischen Körper Haganes ihren verstorbenen Tosa zu erkennen glaubt. Sie steigert sich schließlich in einen Wahn, bettelt den Cyborg sogar um körperliche Zuneigung an, die ihr der tugendhafte Cyborg verwehrt, so dass sie ihn wieder abrupt verlässt. Die junge Frau ist körperlich und seelisch ausgebrannt. In dieser Situation versucht sie etwas plump den gut bewachten Yakuza-Chef Yomo zu ermorden; ihr Vorhaben misslingt, sie wird gefangen genommen und misshandelt, bis sie sich im weiteren Verlauf der Handlung in selbstmörderischer Absicht tötet.
Yomo nutzt die Gunst der Stunde und erpresst mit der Gefangennahme Yukaris die Ermordung eines Oberhaupts der verfeindeten Musashi-Gruppe, um seinen Machtanspruch auszuweiten. Der wütende Hagane vollzieht den Auftragsmord ohne nennenswerten Widerstand an jenem Ort, an dem einst Tosa ein Massaker anrichtete. Anschließend besinnt er sich wieder seiner Menschlichkeit, versucht die junge Frau zu retten und stellt sich den verbliebenen Bösewichtern um Yomo. Mit einem Schwert tötet er eine Vielzahl von Yakuzas, darunter auch die patriarchalische Führungsfigur der Organisation, den „Präsidenten“, doch seine kräftezehrende Mission kommt zu spät, Yukari ist bereits ihren Verletzungen erlegen. Selbst schwer beschädigt und lädiert entledigt Hagane sich am Ende des Films zuerst Yomos jugendlichen Stellvertreters, bevor er nahezu kampfunfähig auch Yomo auf bizarre Art und Weise tötet. Sein mechanischer Körper stellt daraufhin den Dienst ein. In der letzten Szene erscheint der zuversichtliche Wissenschaftler mit einem Gehilfen, der sich auffallend fröhlich über seine Kreation „ganz aus Metall“ äußert.

## Kritiken
Das Lexikon des internationalen Films schrieb, der Film sei ein „schräger Actionthriller nach ‚Robocop‘-Manier, der durch verqueren Humor, aber auch durch spekulative Brutalität“ auffalle. Blickpunkt:Film lobte das „unterhaltsames Frühwerk von Nippons Skandalgarant Takashi Miike“. Die Zeitschrift VideoWoche meinte, dass der Regisseur „mit viel billigem, aber wirksamem Effektklimbim“ es verstehe den „Sinn für trockene Situationskomik“ in einer „spektakulär brutalen wie hintergründig witzigen SF-Gangsterfilm“ zu inszenieren.